# Volo Corporate Airlines 5966
Il volo Corporate Airlines 5966 era un volo passeggeri di linea da Saint Louis a Kirksville. Il 19 ottobre 2004, il Jetstream 32 operante il volo si schiantò durante l'avvicinamento all'Aeroporto Regionale di Kirksville a causa di un errore del pilota, uccidendo 13 delle 15 persone a bordo.

## Il volo
Il volo 5966 era una rotta dall'Aeroporto Internazionale di Saint Louis-Lambert di Saint Louis, Missouri, Stati Uniti all'aeroporto regionale di Kirksville nella contea di Adair, vicino alla città di Kirksville. La Corporate Airlines (in seguito RegionsAir, ora chiusa) volava sulla rotta come parte della rete AmericanConnection, un'affiliata di American Airlines.
Il capitano era Kim William Sasse, 48 anni, un ex istruttore di volo che lavorava con Corporate Airlines dal 2001. Aveva accumulato 4.234 ore di volo, incluse 2.510 ore sul Jetstream 32.8–10 Il primo ufficiale era Jonathan Palmer, 29 anni, anche lui ex istruttore di volo. Palmer era stato assunto dalla Corporate Airlines solo tre mesi prima dell'incidente e aveva registrato 2.856 ore di volo, di cui solo 107 sul Jetstream 32.

## L'incidente

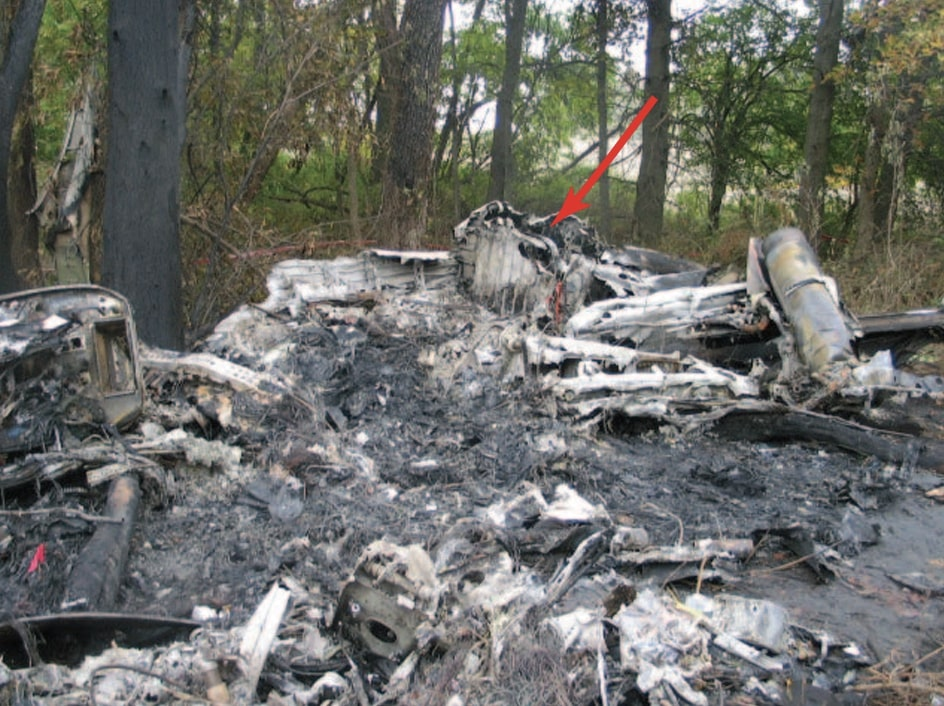
Fotografia dell'area principale del relitto. La sezione anteriore dell'aereo è in primo piano e la sezione di coda è sullo sfondo (la paratia pressurizzata di poppa è indicata dalla freccia rossa).

Il 19 ottobre 2004, il bimotore Jetstream 32 che volava sulla rotta si schiantò durante l'avvicinamento all'aeroporto di Kirksville. Lo schianto uccise entrambi i piloti e 11 dei 13 passeggeri a bordo. I due passeggeri sopravvissuti rimasero gravemente feriti.5,15
Alcuni dei 13 passeggeri erano medici provenienti da altri Stati che avrebbero dovuto frequentare un seminario presso l'Università AT Still, fra cui Steven Z. Miller, rimasto ucciso nello schianto. Il dottor Miller era direttore del reparto di medicina d'urgenza pediatrica al New York-Presbyterian Hospital, una figura di spicco nel movimento "umanesimo in medicina".

## L'indagine

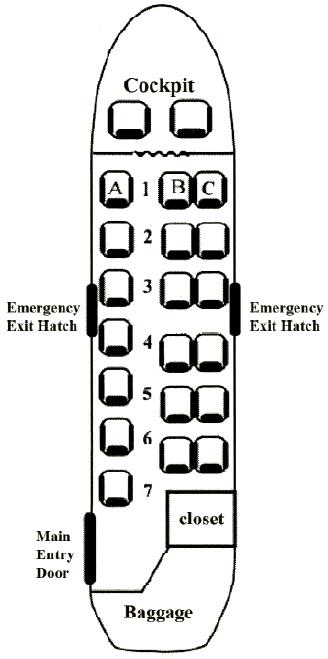
Mappa dei posti del volo Corporate Airlines 5966 prodotta dall'NTSB.

Il National Transportation Safety Board (NTSB) ha stabilito che la probabile causa dell'incidente era:
L'analisi NTSB del registratore vocale della cabina di pilotaggio ha suggerito che entrambi i piloti stavano guardando fuori dalla cabina di pilotaggio per segnali visivi sulla posizione dell'aeroporto e non si sono resi conto di quanto fossero scesi al di sotto dell'altitudine minima di discesa. Il rapporto afferma inoltre:

## Cultura di massa
L'incidente del volo Corporate Airlines 5966 è stato trattato nella ventitreesima stagione della serie televisiva canadese Indagini ad alta quota, episodio 1, intitolata "Scambio letale". Anche Aircrash Confidential presentò l'incidente nel terzo episodio della seconda stagione, intitolato Fatica del pilota.